# Посольство Украины в России
Посольство Украины в Российской Федерации (укр. Посольство України в Російській Федерації) — ныне не функционирующее дипломатическое представительство (посольство) Украины в Российской Федерации, располагалось в Москве в Пресненском районе в Леонтьевском переулке. Ранее в посольство входила Торгово-экономическая миссия.
24 февраля 2022 года Киев объявил о разрыве дипломатических отношений в связи с началом вторжения России на Украину. Временный поверенный в делах Украины в Российской Федерации Василий Покотило двумя днями ранее был вызван в Киев из-за признания Россией независимости ДНР и ЛНР. Вопрос о статусе консульских учреждений после разрыва дипломатических отношений остаётся нерешённым в настоящее время и является предметом споров в дипломатическом корпусе Украины.
- Адрес бывшего посольства: 125009, Москва, Леонтьевский переулок, 18;
- Временный поверенный — советник-посланник Василий Иванович Покотило[4] (до 24 февраля 2022 года)

## Консульские учреждения на территории Российской Федерации
| город и адрес                                  | консул                       | сайт | обслуживаемая территория |
| ---------------------------------------------- | ---------------------------- | ---- | ------------------------ |
| г. Санкт-Петербург, ул. Бонч-Бруевича, д. 1    | Лозинская Леся Александровна | сайт | СЗФО                     |
| г. Екатеринбург, ул. Гоголя, д. 15             | Запевалов Даниил Сергеевич   | сайт | УрФО                     |
| г. Новосибирск, ул. Семьи Шамшиных, д.30       | Кононенко Сергей Анатольевич | сайт | СибФО и ДВФО             |
| г. Ростов-на-Дону, пер. Халтуринский, д. 28/40 | Малышевский Тарас Михайлович | сайт | ЮФО и СКФО               |

## Здание посольства
Здание, раннее занимаемое посольством — бывший дом купчихи И. А. Заборовой, построен в середине XVIII века; перестраивался в первой трети XIX в.; ограда — 1854 года постройки. В конце XIX века к украшению здания привлекались архитекторы С. У. Соловьёв и К. М. Быковский.
Среди известных владельцев здания до революции — композитор Алябьев, археолог граф Алексей Уваров и его супруга, историк и археолог Прасковья Уварова, урождённая княжна Щербатова. В гостях у Алябьева в этом доме бывал Грибоедов, в гостях у четы Уваровых — Лев Толстой.
Вскоре после революции здание занял московский комитет РКП(б). Реставрацию дома после взрыва, осуществлённого анархистами (25 сентября 1919 года), проводил в 1922 году архитектор В. М. Маят.
Постпредство, затем посольство Украины размещалось в здании с 1944 года.
Рядом, в здании по адресу Леонтьевский переулок, дом 20 был расположен Консульский отдел при посольстве Украины в России. Также функционировало ещё четыре Генеральных Консульства в городах Санкт-Петербург, Екатеринбург, Ростов-на-Дону и Новосибирск (в настоящий момент функционирует лишь консульский отдел бывшего Посольства Украины в РФ и Генеральное консульство Украины в Ростове-на-Дону).
Поблизости также расположено здание посольства Азербайджана (Леонтьевский переулок, 16) и сквер Муслима Магомаева рядом с ним.

## Послы Украины в Российской Федерации
1. Владимир Петрович Крыжановский (11 марта 1992[10]—12 сентября 1994[11])
2. Владимир Григорьевич Фёдоров (14 января 1995[12]—25 ноября 1999[13])
3. Николай Петрович Белоблоцкий (1 декабря 1999[14]—6 декабря 2005[15])
4. Леонид Васильевич Осаволюк[укр.] (2005—2006), временный поверенный
5. Олег Алексеевич Дёмин (21 марта 2006[16]—4 апреля 2008[17])
6. Константин Иванович Грищенко (10 июня 2008[18]—18 марта 2010[19])
7. Владимир Юрьевич Ельченко (2 июля 2010[20]—9 декабря 2015[21])
8. Руслан Михайлович Нимчинский (2015—2019), временный поверенный
9. Василий Иванович Покотило (2019—2022), временный поверенный